# Le Bourget-du-Lac
Le Bourget-du-Lac (in italiano Borghetto, desueto) è un comune francese di 4 933 abitanti situato nel dipartimento della Savoia, nella regione dell'Alvernia-Rodano-Alpi, in prossimità del lago del Bourget.

## Monumenti e luoghi d'interesse
- Castello di Le Bourget-du-Lac

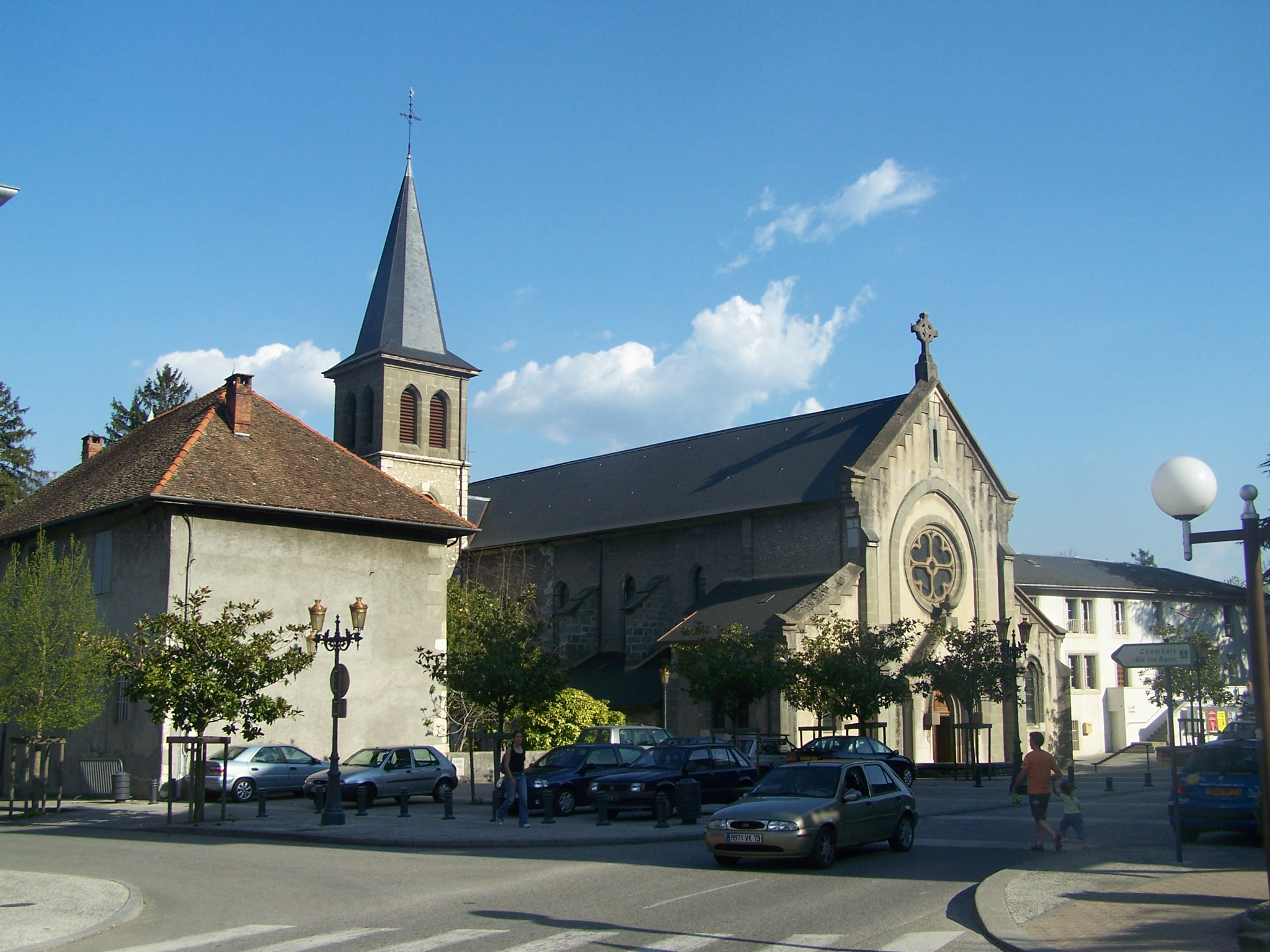
Chiesa di Le Bourget-du-Lac

- Chiesa Parrocchiale di San Lorenzo

## Società

### Evoluzione demografica
Abitanti censiti